# 2. ŽNL Osječko-baranjska NS Našice 2014./15.
Ligu je osvojila NK Iskrica Šaptinovci, ali nije uspjela u kvalifikacijama za 1. ŽNL Osječko-baranjsku izboriti plasman u viši rang. Iz lige su u 3. ŽNL Osječko-baranjsku ispali NK Sloga Podgorač, NK Šipovac Našice, NK Zagorac Beljevina i NK Mladost Našička Breznica.

## Tablica
| Mj. | Klub                            | Sus. | Pobj. | Nerj. | Por. | GR.   | Bod.    |
| --- | ------------------------------- | ---- | ----- | ----- | ---- | ----- | ------- |
| 1.  | NK Iskrica Šaptinovci           | 28   | 23    | 2     | 3    | 81:30 | 71      |
| 2.  | NK Omladinac Vukojevci          | 28   | 21    | 3     | 4    | 62:20 | 66      |
| 3.  | NK Mladost Stipanovci           | 28   | 15    | 8     | 5    | 61:36 | 53      |
| 4.  | NK Omladinac Niza               | 28   | 15    | 3     | 10   | 45:47 | 48      |
| 5.  | NK Željezničar Markovac Našički | 28   | 14    | 3     | 11   | 64:53 | 45      |
| 6.  | NK Lila                         | 28   | 13    | 4     | 11   | 65:52 | 43      |
| 7.  | NK Polet Bokšić                 | 28   | 12    | 5     | 11   | 47:49 | 41      |
| 8.  | NK Poganovci                    | 28   | 12    | 3     | 13   | 65:62 | 39      |
| 9.  | NK Seljak Koška                 | 28   | 12    | 2     | 14   | 54:43 | 38      |
| 10. | NK Zoljan                       | 28   | 12    | 2     | 14   | 42:54 | 37 (-1) |
| 11. | NK Martin                       | 28   | 9     | 6     | 13   | 40:52 | 33      |
| 12. | NK Sloga Podgorač               | 28   | 9     | 6     | 13   | 45:66 | 33      |
| 13. | NK Šipovac Našice               | 28   | 5     | 6     | 17   | 33:62 | 21      |
| 14. | NK Zagorac Beljevina            | 28   | 5     | 1     | 22   | 32:71 | 16      |
| 15. | NK Mladost Našička Breznica     | 28   | 4     | 4     | 20   | 26:65 | 16      |

## Rezultati
| NK Omladinac Niza - NK Martin 4:2 NK Željezničar Markovac Našički - NK Seljak Koška 3:2 NK Zagorac Beljevina - NK Omladinac Vukojevci 0:2 NK Polet Bokšić - NK Poganovci 3:0 NK Lila - NK Mladost Našička Breznica 6:0 NK Mladost Stipanovci - NK Iskrica Šaptinovci 1:4 NK Šipovac Našice - NK Sloga Podgorač 1:1 NK Zoljan slobodan | NK Zoljan - NK Šipovac Našice 1:0 NK Sloga Podgorač - NK Mladost Stipanovci 2:2 NK Iskrica Šaptinovci - NK Lila 5:2 NK Mladost Našička Breznica - NK Polet Bokšić 0:2 NK Poganovci - NK Zagorac Beljevina 3:0 NK Omladinac Vukojevci - NK Željezničar Markovac Našički 3:0 NK Seljak Koška - NK Omladinac Niza 3:1 NK Martin slobodan | NK Mladost Stipanovci - NK Zoljan 2:1 NK Lila - NK Sloga Podgorač 7:0 NK Polet Bokšić - NK Iskrica Šaptinovci 0:3 NK Zagorac Beljevina - NK Mladost Našička Breznica 4:3 NK Željezničar Markovac Našički - NK Poganovci 4:2 NK Omladinac Niza - NK Omladinac Vukojevci 1:1 NK Martin - NK Seljak Koška 2:1 NK Šipovac Našice slobodan |
| NK Zoljan - NK Lila 0:4 NK Šipovac Našice - NK Mladost Stipanovci 0:1 NK Sloga Podgorač - NK Polet Bokšić 3:3 NK Iskrica Šaptinovci - NK Zagorac Beljevina 5:1 NK Mladost Našička Breznica - NK Željezničar Markovac Našički 2:5 NK Poganovci - NK Omladinac Niza 2:0 NK Omladinac Vukojevci - NK Martin 4:1 NK Seljak Koška slobodan | NK Polet Bokšić - NK Zoljan 7:1 NK Lila - NK Šipovac Našice 3:2 NK Zagorac Beljevina - NK Sloga Podgorač 5:1 NK Željezničar Markovac Našički - NK Iskrica Šaptinovci 2:0 NK Omladinac Niza - NK Mladost Našička Breznica 0:1 NK Martin - NK Poganovci 1:2 NK Seljak Koška - NK Omladinac Vukojevci 1:2 NK Mladost Stipanovci slobodan | NK Zoljan - NK Zagorac Beljevina 2:1 NK Šipovac Našice - NK Polet Bokšić 1:2 NK Mladost Stipanovci - NK Lila 2:2 NK Sloga Podgorač - NK Željezničar Markovac Našički 3:0 NK Iskrica Šaptinovci - NK Omladinac Niza 6:3 NK Mladost Našička Breznica - NK Martin 0:0 NK Poganovci - NK Seljak Koška 0:2 NK Omladinac Vukojevci slobodan |
| NK Željezničar Markovac Našički - NK Zoljan 8:3 NK Zagorac Beljevina - NK Šipovac Našice 0:0 NK Polet Bokšić - NK Mladost Stipanovci 1:2 NK Omladinac Niza - NK Sloga Podgorač 0:1 NK Martin - NK Iskrica Šaptinovci 0:2 NK Seljak Koška - NK Mladost Našička Breznica 3:1 NK Omladinac Vukojevci - NK Poganovci 1:0 NK Lila slobodan | NK Zoljan - NK Omladinac Niza 2:1 NK Šipovac Našice - NK Željezničar Markovac Našički 1:1 NK Mladost Stipanovci - NK Zagorac Beljevina 2:0 NK Lila - NK Polet Bokšić 4:3 NK Sloga Podgorač - NK Martin 1:1 NK Iskrica Šaptinovci - NK Seljak Koška 1:1 NK Mladost Našička Breznica - NK Omladinac Vukojevci 0:5 NK Poganovci slobodan | NK Martin - NK Zoljan 1:0 NK Omladinac Niza - NK Šipovac Našice 3:1 NK Željezničar Markovac Našički - NK Mladost Stipanovci 0:6 NK Zagorac Beljevina - NK Lila 3:4 NK Seljak Koška - NK Sloga Podgorač 4:0 NK Omladinac Vukojevci - NK Iskrica Šaptinovci 6:2 NK Poganovci - NK Mladost Našička Breznica 0:2 NK Polet Bokšić slobodan |
| NK Zoljan - NK Seljak Koška 1:0 NK Šipovac Našice - NK Martin 0:0 NK Mladost Stipanovci - NK Omladinac Niza 5:0 NK Lila - NK Željezničar Markovac Našički 4:1 NK Polet Bokšić - NK Zagorac Beljevina 1:0 NK Sloga Podgorač - NK Omladinac Vukojevci 0:3 NK Iskrica Šaptinovci - NK Poganovci 4:0 NK Mladost Našička Breznica slobodan | NK Omladinac Vukojevci - NK Zoljan 1:0 NK Seljak Koška - NK Šipovac Našice 3:1 NK Martin - NK Mladost Stipanovci 1:2 NK Omladinac Niza - NK Lila 2:1 NK Željezničar Markovac Našički - NK Polet Bokšić 5:1 NK Poganovci - NK Sloga Podgorač 2:2 NK Mladost Našička Breznica - NK Iskrica Šaptinovci 0:1 NK Zagorac Beljevina slobodan | NK Zoljan - NK Poganovci 6:0 NK Šipovac Našice - NK Omladinac Vukojevci 0:2 NK Mladost Stipanovci - NK Seljak Koška 4:3 NK Lila - NK Martin 1:0 NK Polet Bokšić - NK Omladinac Niza 1:1 NK Zagorac Beljevina - NK Željezničar Markovac Našički 2:3 NK Sloga Podgorač - NK Mladost Našička Breznica 3:1 NK Iskrica Šaptinovci slobodan |
| NK Mladost Našička Breznica - NK Zoljan 0:1 NK Poganovci - NK Šipovac Našice 6:2 NK Omladinac Vukojevci - NK Mladost Stipanovci 1:1 NK Seljak Koška - NK Lila 0:2 NK Martin - NK Polet Bokšić 3:0 NK Omladinac Niza - NK Zagorac Beljevina 2:1 NK Iskrica Šaptinovci - NK Sloga Podgorač 3:1 NK Željezničar Markovac Našički slobodan | NK Zoljan - NK Iskrica Šaptinovci 0:1 NK Šipovac Našice - NK Mladost Našička Breznica 0:4 NK Mladost Stipanovci - NK Poganovci 5:2 NK Lila - NK Omladinac Vukojevci 1:3 NK Polet Bokšić - NK Seljak Koška 2:1 NK Zagorac Beljevina - NK Martin 4:2 NK Željezničar Markovac Našički - NK Omladinac Niza 1:2 NK Sloga Podgorač slobodan | NK Sloga Podgorač - NK Zoljan 3:2 NK Iskrica Šaptinovci - NK Šipovac Našice 5:2 NK Mladost Našička Breznica - NK Mladost Stipanovci 0:4 NK Poganovci - NK Lila 2:4 NK Omladinac Vukojevci - NK Polet Bokšić 1:0 NK Seljak Koška - NK Zagorac Beljevina 1:0 NK Martin - NK Željezničar Markovac Našički 4:2 NK Omladinac Niza slobodan |
| NK Martin - NK Omladinac Niza 1:2 NK Seljak Koška - NK Željezničar Markovac Našički 1:3 NK Omladinac Vukojevci - NK Zagorac Beljevina 4:0 NK Poganovci - NK Polet Bokšić 0:0 NK Mladost Našička Breznica - NK Lila 2:2 NK Iskrica Šaptinovci - NK Mladost Stipanovci 1:0 NK Sloga Podgorač - NK Šipovac Našice 1:1 NK Zoljan slobodan | NK Šipovac Našice - NK Zoljan 2:1 NK Mladost Stipanovci - NK Sloga Podgorač 1:0 NK Lila - NK Iskrica Šaptinovci 1:3 NK Polet Bokšić - NK Mladost Našička Breznica 0:1 NK Zagorac Beljevina - NK Poganovci 3:2 NK Željezničar Markovac Našički - NK Omladinac Vukojevci 2:3 NK Omladinac Niza - NK Seljak Koška 4:1 NK Martin slobodan | NK Zoljan - NK Mladost Stipanovci 2:2 NK Sloga Podgorač - NK Lila 3:2 NK Iskrica Šaptinovci - NK Polet Bokšić 4:0 NK Mladost Našička Breznica - NK Zagorac Beljevina 1:2 NK Poganovci - NK Željezničar Markovac Našički 1:1 NK Omladinac Vukojevci - NK Omladinac Niza 2:1 NK Seljak Koška - NK Martin 2:0 NK Šipovac Našice slobodan |
| NK Lila - NK Zoljan 1:3 NK Mladost Stipanovci - NK Šipovac Našice 2:0 NK Polet Bokšić - NK Sloga Podgorač 4:1 NK Zagorac Beljevina - NK Iskrica Šaptinovci 1:3 NK Željezničar Markovac Našički - NK Mladost Našička Breznica 3:0 NK Omladinac Niza - NK Poganovci 3:2 NK Martin - NK Omladinac Vukojevci 0:0 NK Seljak Koška slobodan | NK Zoljan - NK Polet Bokšić 0:1 NK Šipovac Našice - NK Lila 0:0 NK Sloga Podgorač - NK Zagorac Beljevina 1:0 NK Iskrica Šaptinovci - NK Željezničar Markovac Našički 2:1 NK Mladost Našička Breznica - NK Omladinac Niza 0:1 NK Poganovci - NK Martin 1:0 NK Omladinac Vukojevci - NK Seljak Koška 3:0 NK Mladost Stipanovci slobodan | NK Zagorac Beljevina - NK Zoljan 0:2 NK Polet Bokšić - NK Šipovac Našice 2:1 NK Lila - NK Mladost Stipanovci 1:1 NK Željezničar Markovac Našički - NK Sloga Podgorač 3:2 NK Omladinac Niza - NK Iskrica Šaptinovci 0:0 NK Martin - NK Mladost Našička Breznica 2:1 NK Seljak Koška - NK Poganovci 2:0 NK Omladinac Vukojevci slobodan |
| NK Zoljan - NK Željezničar Markovac Našički 1:0 NK Šipovac Našice - NK Zagorac Beljevina 2:1 NK Mladost Stipanovci - NK Polet Bokšić 2:2 NK Sloga Podgorač - NK Omladinac Niza 3:0 NK Iskrica Šaptinovci - NK Martin 6:0 NK Mladost Našička Breznica - NK Seljak Koška 2:2 NK Poganovci - NK Omladinac Vukojevci 4:2 NK Lila slobodan | NK Omladinac Niza - NK Zoljan 2:1 NK Željezničar Markovac Našički - NK Šipovac Našice 2:1 NK Zagorac Beljevina - NK Mladost Stipanovci 0:2 NK Polet Bokšić - NK Lila 0:1 NK Martin - NK Sloga Podgorač 3:2 NK Seljak Koška - NK Iskrica Šaptinovci 0:2 NK Omladinac Vukojevci - NK Mladost Našička Breznica 1:0 NK Poganovci slobodan | NK Zoljan - NK Martin 1:1 NK Šipovac Našice - NK Omladinac Niza 1:2 NK Mladost Stipanovci - NK Željezničar Markovac Našički 0:3 NK Lila - NK Zagorac Beljevina 4:1 NK Sloga Podgorač - NK Seljak Koška 3:0 NK Iskrica Šaptinovci - NK Omladinac Vukojevci 1:0 NK Mladost Našička Breznica - NK Poganovci 1:3 NK Polet Bokšić slobodan |
| NK Seljak Koška - NK Zoljan 4:1 NK Martin - NK Šipovac Našice 2:4 NK Omladinac Niza - NK Mladost Stipanovci 0:3 NK Željezničar Markovac Našički - NK Lila 3:1 NK Zagorac Beljevina - NK Polet Bokšić 1:2 NK Omladinac Vukojevci - NK Sloga Podgorač 2:0 NK Poganovci - NK Iskrica Šaptinovci 1:2 NK Mladost Našička Breznica slobodan | NK Zoljan - NK Omladinac Vukojevci 3:1 NK Šipovac Našice - NK Seljak Koška 1:3 NK Mladost Stipanovci - NK Martin 3:3 NK Lila - NK Omladinac Niza 2:4 NK Polet Bokšić - NK Željezničar Markovac Našički 2:2 NK Sloga Podgorač - NK Poganovci 3:6 NK Iskrica Šaptinovci - NK Mladost Našička Breznica 4:0 NK Zagorac Beljevina slobodan | NK Poganovci - NK Zoljan 7:1 NK Omladinac Vukojevci - NK Šipovac Našice 5:0 NK Seljak Koška - NK Mladost Stipanovci 1:2 NK Martin - NK Lila 1:0 NK Omladinac Niza - NK Polet Bokšić 3:2 NK Željezničar Markovac Našički - NK Zagorac Beljevina 4:0 NK Mladost Našička Breznica - NK Sloga Podgorač 2:3 NK Iskrica Šaptinovci slobodan |
| NK Zoljan - NK Mladost Našička Breznica 4:0 NK Šipovac Našice - NK Poganovci 2:8 NK Mladost Stipanovci - NK Omladinac Vukojevci 1:2 NK Lila - NK Seljak Koška 1:0 NK Polet Bokšić - NK Martin 4:0 NK Zagorac Beljevina - NK Omladinac Niza 1:2 NK Sloga Podgorač - NK Iskrica Šaptinovci 2:7 NK Željezničar Markovac Našički slobodan | NK Iskrica Šaptinovci - NK Zoljan 4:1 NK Mladost Našička Breznica - NK Šipovac Našice 1:3 NK Poganovci - NK Mladost Stipanovci 3:2 NK Omladinac Vukojevci - NK Lila 2:0 NK Seljak Koška - NK Polet Bokšić 8:1 NK Martin - NK Zagorac Beljevina 6:1 NK Omladinac Niza - NK Željezničar Markovac Našički 1:0 NK Sloga Podgorač slobodan | NK Zoljan - NK Sloga Podgorač 1:0 NK Šipovac Našice - NK Iskrica Šaptinovci 4:0 NK Mladost Stipanovci - NK Mladost Našička Breznica 1:1 NK Lila - NK Poganovci 4:6 NK Polet Bokšić - NK Omladinac Vukojevci 1:0 NK Zagorac Beljevina - NK Seljak Koška 0:5 NK Željezničar Markovac Našički - NK Martin 2:3 NK Omladinac Niza slobodan |

## Kvalifikacije za 1. ŽNL Osječko-baranjsku
Zbog gašenja Međužupanijske lige Osijek – Vinkovci i prebacivanja velikog broja klubova u niži rang, u 1. ŽNL Osječko-baranjsku je iz 2. ŽNL Osječko-baranjske u ovoj sezoni samo jedan klub bio promoviran.
Četvrtfinale:
NK Iskrica Šaptinovci - NK Klas Čepin 2:0
NK Klas Čepin - NK Iskrica Šaptinovci 3:2
Polufinale 10. lipnja 2015. godine, 18:00:
NK Slavonija Punitovci – NK Drava Nard                                  0:1
NK Hajduk Popovac – NK Iskrica Šaptinovci                               5:0
Finale 14. lipnja 2015. godine, 17:30, Gradski vrt, Osijek: 
NK Drava Nard – NK Hajduk Popovac 2:3
U 1. ŽNL Osječko-baranjsku se plasirao NK Hajduk Popovac, ali je na koncu odustao od promocije.